# Olluco

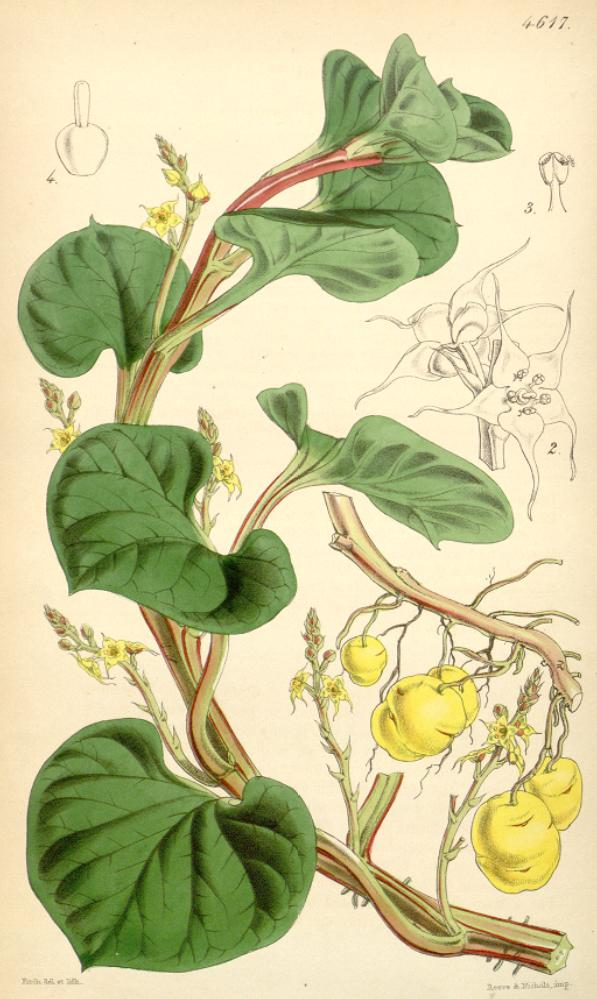

Ulluco – bulwy rośliny Ullucus tuberosus wykorzystywane już w czasach Inków w tradycyjnej kuchni ludów andyjskich. Również obecnie popularnością ustępują jedynie ziemniakom. Jadalne są także liście, w smaku podobne do szpinaku.